# Ab'Aigre
Ab'Aigre, pseudonimo di Pascal Habegger (Ginevra, 22 settembre 1949 – Ginevra, 20 ottobre 2006), è stato un fumettista e illustratore svizzero.
Dopo gli studi artistici, svolti a Ginevra, inizia a lavorare come illustratore di manifesti pubblicitari e cartoline.
Nel 1974, dopo un viaggio negli Stati Uniti, decide di fondare una propria rivista, Swing, che però pubblica un solo numero. Fallita l'esperienza di editore continua a collaborare, come illustratore, con alcune riviste svizzere e si propone alla casa editrice Glénat.
Nei primi anni ottanta lavora per alcuni periodici francesi, tra cui Métal Hurlant. Tra gli anni ottanta e gli anni novanta inizia a pubblicare anche alcune strisce a fumetti (Le Charman, Nombre e Blues).
La casa editrice francese Glénat ha dedicato alcuni volumi al disegnatore svizzero, che è stato premiato in più occasioni, in patria e all'estero,  per il suo stile eclettico, che fonde aspetti tipici della striscia a fumetti con elementi pittorici come la colorazione ad acquerello e il sapiente uso del chiaroscuro.